# Мойсеєв Юрій Іванович
Юрій Іванович Мойсеєв (рос. Юрий Иванович Моисеев, 15 липня 1940, Пенза, СРСР — 25 вересня 2005, Росія) — радянський хокеїст, що грав на позиції крайнього нападника. Олімпійський чемпіон. Заслужений майстер спорту СРСР (1968). Заслужений тренер СРСР (1982).

## Спортивна кар'єра
Вихованець пензенської хокейної школи. Кар'єру професіонального хокеїста розпочинав у місцевій команді «Труд» і новокузнецькому «Металургу». Мав запрошення від воскресенського «Хіміка» і московського «Динамо», але найбільший інтерес до молодого гравця проявили «армійці». Керівництво ЦСКА призвало на військову службу. Протягом семи сезонів його постійними партнерами були Анатолій Іонов і Євген Мишаков. За тактичним задумом Анатолія Тарасова діяв проти лідерів команд-суперників, зокрема у матчах проти «Спартака» намагався нейтралізувати В'ячеслава Старшинова. Восьмиразовий чемпіон СРСР, чотиразовий володар національного кубка. У вищій лізі чемпіонату СРСР провів близько 400 матчів, закинув 197 шайб.
У складі збірної СРСР дебютував 26 лютого 1965 року проти команди Канади (5:1). Першу шайбу закинув 24 листопада у ворота збірної Ченословаччинии, які захищав Владімір Дзурілла (2:3). Переможець Олімпійських ігор 1968 року. На турнірі відзначився двома закинутими шайбами збірним США і Західної Німеччини. Всього за збірну Радянського Союзу провів 37 матчів (13 голів).
Освіта: Московське вище командне військове училище, залізничний технікум і Московський обласний педагогічний інститут.
Тренерську діяльність розпочав у хокейній школі ЦСКА. Два сезони очолював команду першої ліги СКА (Куйбишев). 1976 року повернувся до Москви, працював помічником Костянтина Локтєва і Віктора Тихонова. 1984 року заміним Володимира Юрзінова на посаді головного тренера московського «Динамо». За п'ять сезоні його клуб здобув три «срібла» і одну «бронзу» в першостях Радянського Союзу. Тренер-селекціонер клубу Національної хокейної ліги «Едмонтон Ойлерз» у сезоні 1989/1990. У першій половині 90-х був керманичем молодіжної збірної Росії і клуба ЦСК ВВС (Самара). Останнім в його тренерській кар'єрі був «Ак Барс». Під його керівництвом команда з Казані стала чемпіоном Росії 1998 року.

## Досягнення
Як гравець:
- Олімпійський чемпіон (1): 1968
- Чемпіон світу (1): 1968
- Чемпіон Європи (1): 1968
- Чемпіон СРСР (8): 1963, 1964, 1965, 1966, 1968, 1970, 1971, 1972
- Срібний призер (3): 1967, 1969
- Володар кубка СРСР (4): 1966, 1967, 1968, 1969

Як тренер:
- Срібний призер чемпіонату СРСР (3): 1985, 1986, 1987
- Бронзовий призер (1): 1988
- Фіналіст Кубка СРСР (1): 1988
- Фіналіст Кубка ліги (1): 1989
- Чемпіон Росії (1): 1998
- Срібний призер (1): 2002

## Нагороди
- Орден «Знак Пошани» (1979)
- Медаль ордена «За заслуги перед Вітчизною» ІІ ступеня (1996)